# Таубаш-Бадраково
Тауба́ш-Бадра́ково (рос. Таубаш-Бадраково, башк. Таубаш-Баҙраҡ) — присілок у складі Дюртюлинського району Башкортостану, Росія. Входить до складу Учпілинської сільської ради.
Населення — 142 особи (2010; 167 у 2002).
Національний склад:
- башкири — 61 %
- татари — 26 %